# Lago de lava

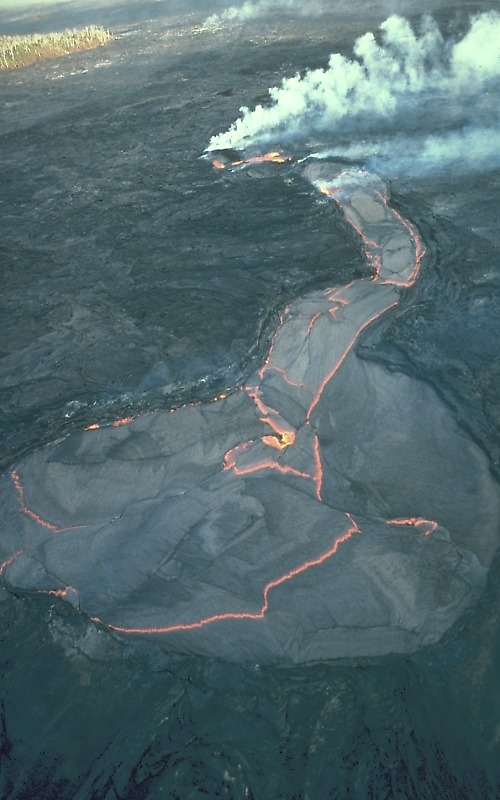
Vista aérea de un lago de lava en la cima del cráter Kupaianaha en el lado este del volcán Kīlauea.

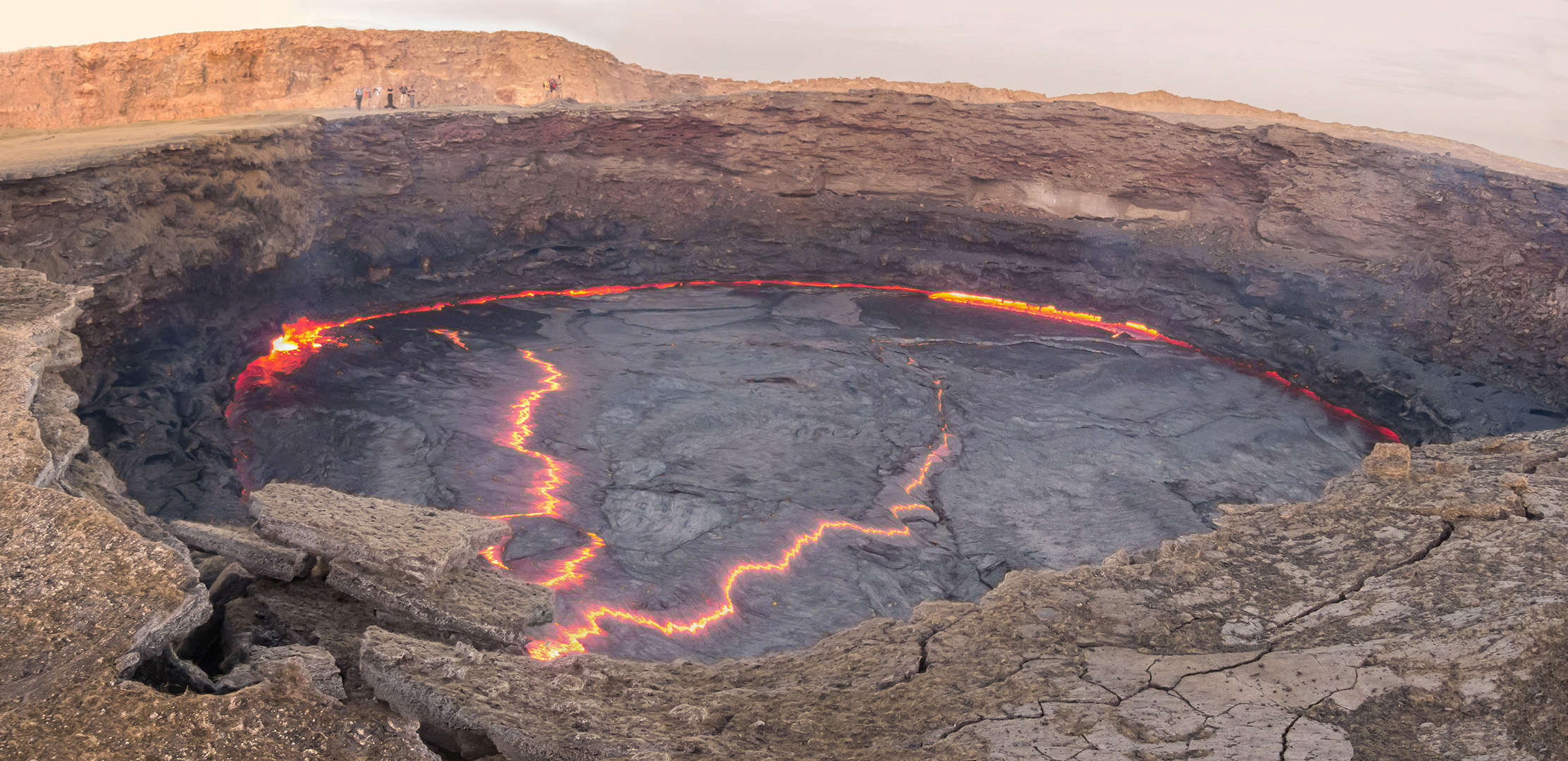
Panorámica de lago de lava del volcán Erta Ale (Etiopía)

Los lagos de lava son grandes volúmenes de lava derretida, usualmente basáltica, contenida en una boca volcánica, o un cráter volcánico, o una extensa depresión. Los científicos usan este término para referirse a los lagos de lava derretida o también para aquellos casos en que la lava está parcialmente o totalmente solidificada.

## Origen
Los lagos de lava pueden formarse de tres maneras distintas:
- A partir de una o más bocas de ventilación en un cráter que hace erupción con suficiente cantidad de lava como para llenar parcialmente el cráter volcánico.
- Cuando la lava se derrama en un cráter o una depresión llana y es parcialmente llenada.
- Encima de una nueva boca de erupción donde la lava fluye continuamente durante semanas o más y lentamente se va formando un cráter cada vez más grande sobre el terreno circundante.

## Lagos de lava estables
En el mundo, actualmente hay nueve lagos de lava que se mantienen de forma constante:
- Erta Ale, Etiopía
- Monte Erebus, Antártida
- Kīlauea, Hawái
- Nyiragongo, República Democrática del Congo
- Ambrym, Vanuatu
- Volcán Villarrica, Chile
- Nyamuragira, República Democrática del Congo
- Volcán Masaya, Nicaragua